# Брезово
Вижте пояснителната страница за други значения на Брезово.
Брѐзово е град в Южна България. Той се намира в Пловдивска област, в близост до град Раковски. Градът е административен център на община Брезово. Населението на град Брезово по данни от преброяването към 15 юни 2014 г. е 1894 жители. По данни на НСИ към 31 декември 2018 г. населението на града е 1653 жители.
По данни на ГРАО към 15 септември 2023 г. в града живеят 1621 души по настоящ адрес и 1682 души по постоянен адрес.

## История
Първоначално на територията на днешното Брезово е съществувал турски чифлик, около който се заселват българи от близките села. Едно от тези близки села е с.Комарларе. С неговите жители идва и един мъж който по гражданство е бил румънец. По-късно чумна епидемия обезлюдява селото. В по-късен етап се заселват български семейства от Лясковец.
В миналото са се отглеждали многобройни стада от т.нар. „брези биволи“. Те били наричани „абрашести“, т.е. „шарени“ (от турската дума „абраш“ – шарен, белязан), тъй като били тъмни на цвят, но с по едно бяло петно на челото (като белязан). Така биволите дали името на селището, в което ги развъждали – Абрашларе, по-късно в буквален превод Брезово.
В подробен регистър на джелепкешаните от 1576 година е отбелязан един  джелепкешан в село Абрашлар на име Хамза Ганем.
Брезово е дало и изселници в Бесарабия и началото на две нови села – Дрангово и Отец Кирилово, които отстоят на близко разстояние едно от друго и само на час път пеша от Брезово.
В първите години след Освобождението Брезово е околийски център на околия с повече от 34 села, с над 35 000 жители, с бързо развиващи се земеделие и индустрия (2 спиртни фабрики, содена фабрика, мелница, банки и др.). Според Български алманах от 1896 г., околията включва селата 1. Автоево (дн. Шишманци) 794 жители, 2. Аджар (дн. Свежен) 1630, 3. Асъ-Кърово (дн. Опълченец) 555, 4. Балджиларе (дн. Медово) 1059, 5. Балтаджий (дн. кв. Секирово на гр. Раковски) 2202, 6. Бей-Кьой (дн. Болярино) 512, 7. Брезово 2627, 8. Гирень (дн. Белозем) 1312, 9. Дуванджа (дн. Чалъкови) 752, 10. Кадършик (дн. Стрелци) 803, 11. Калъчлий (дн. кв. Генерал Николаево на гр. Раковски) 2048, 12. Колачово (дн. Колю Мариново) 825, 13. Коруджиларе (дн. Пъдарско) 487, 14. Кюселий (дн. Гранит) 812, 15. Маноле 908 16. Манолско Конаре 453, 17. Мисилим (дн. Православ) 957 18. Муртатлий (дн. Момино село) 889 19. Рахманлий (дн. Розовец) 1874, 20. Ръжево 528, 21. Ръжево Конаре 1763, 22. Садъклий (дн. Верен) 847, 23. Сакарлий (дн. Марково) 394 24. Салалий (дн. Борец) 735, 25. Саръдемирджий (дн. Златосел) 363, 26. Сеймен (дн. Мирово) 759 27. Скобелево (дн. Гранит) 541 28. Стряма 1887 29. Суютчук (дн. Върбен) 516, 30. Тюркмен 412, 31. Хамзаларе (дн. Зелениково) 1887, 32. Чакъре (дн. Ясно поле) 313, 33. Чехларе 1046, 34. Чоба 1165. В алманаха липсват данни за селата 1. Али Факово (дн. кв. Парчевич на гр. Раковски), 2. Бабек, 3. Дерлий (дн. Голям дол), 4. Караджа охад (дн. Сърнегор), 5. Кирикчий (дн. Отец Кирилово), 6. Комарларе (дн. Дрангово) и 7. Кючук Дерлий (дн. Малък дол). По това време околийски началник е Сребрьо Стойновски – един от най-доверените съратници на Апостола, а околийски санитарен инспектор е д-р Георги Странски – председател на Привременното правителство след Съединението.
При избухването на Балканската война в 1912 г. трима души от Брезово са доброволци в Македоно-одринското опълчение.
През 1879-1880 г. село Абрашларе се преименува с разрешение от губернатора от село Абрашларе към село Брезово. Брезово получава статут на град през 1969 г.

## Религии
Православната църква „Свети Димитър“ е от 1843 г. Стенописите в нея са от 1870 година, дело на Нестор Трайков, но в 1980 година са демонтирани.

## Обществени институции
- Народно читалище „Отец Паисий“
- Администрация на Община Брезово

## Забележителности
Театри
Към читалището в града работи самодеен театър, носещ името „Жулиета Попова“.
Музеи
Къщата музей на известния български художник, родом от Брезово, Златю Бояджиев, която не е отворена за посетители.
През 1837 г. брезовци изграждат светско училище – второто в периода на Възраждането след Габровското. Построява се нова учебна сграда, оригинална по своята архитектура. Реставрирана е и е превърната в музей. През 1870 – 1871 г. в същото училище Васил Левски организира революционен комитет от неколцина будни брезовци – Иван Коларов, Стою Ранделов, Марин Молдовански и др., които по-късно участват в организацията на Старозагорското и Априлското въстание, а през 1881 – 1885 г. са ядрото на местния таен съединистки комитет. Стою Ранделов поддържа тесни връзки със Захари Стоянов, Стефан Стамболов и Иван Андонов и е делегат от Брезово на тайното събрание на БТЦРК на 25 юли 1885 г. в с. Дермендере (дн. Първенец), на което се взема решение за извършване на Съединението. Училището музей работи всеки делничен ден и е отворено за посетители.

## Редовни събития
Всяка година в края на септември се провежда родови събор.

## Личности
Родени в Брезово
- Златю Бояджиев
- Минчо Кацаров, художник, артистичният му живот преминава във Виена и Париж.
- Стою Ранделов (1852 – 1944), деец на Съединението, индустриалец, политик, общественик
- Стоян Сукарев, писател (1953 – 2015).
- Ради Ангелов Атанасов, скулптор, автор на паметника, намиращ се западно от Брезово до второкласен път № 56 (известен като „Двете жени“).
- Таня Шелхорн, писателка.
- Коста Александров, македоно-одрински опълченец, 18-годишен, кръчмар, 3 рота на 11 сярска дружина[10]
- Димитър Попов (1909 – 1975), български офицер, генерал-лейтенант, един от главните участници в Преврата на 9 септември 1944 г.[11]
- Атанас Атанасов, създател на катедра „Теоретична физика“ във Физическия факултет на Пловдивския университет, ръководил катедрата 30 години; 2 мандата е заместник-ректор и 1 мандат декан; пръв директор на Лабораторията по приложна физика.
- Иван Станков Коларов, взел участие в организирането на Съединението на Княжество България и Източна Румелия.
- Марин Молдовански, взел участие в организирането на Съединението на Княжество България и Източна Румелия.

Свързани с Брезово
- Сребрьо Стойновски (1845 – 1894)[12], революционер, началник на Брезовската околия, участник във Втората българска легия в Белград.
- д-р Георги Странски, околийски санитарен инспектор.
- Христо Белобрадов, първият директор на Брезовската гимназия.

## Други
От Брезово е и родът на голямата театрална и киноактриса Цветана Манева.
Местният футболен тим „Средногорец“ играе в „А“ ОФГ Пловдив. Стадион „Средногорец“.
Автобусен превоз от Пловдив – автогара „Север“ до Брезово.
В околността има много микроязовири.